# بوينغ تي إكس
بوينغ تي إكس (بالإنجليزية: Boeing T-X)‏ هي طائرة تدريب متقدم للطيارين، أميركية الصنع، يجري تطويرها من قبل شركة بوينغ للدفاع والفضاء والأمن في شراكة مع مجموعة ساب السويدية، وسوف يتم إدخالها في برنامج نظام تدريب الطيارين المتقدم في القوات الجوية الأميركية ولتحل محل طائرة نورثروب تي-38 تالون.

## التطوير
بدأت قيادة التعليم والتدريب الجوي التابعة للقوات الجوية الأمريكية في تطوير المتطلبات اللازمة لاستبدال طائرة نورثروب تي-38 تالون الأسرع من الصوت في وقت مبكر من عام 2003. في الأصل، كان من المتوقع أن تدخل طائرة التدريب البديلة الخدمة حوالي عام 2020. أدى فشل التعب في طائرة تي-38 سي إلى مقتل طاقمها المكون من شخصين في عام 2008، وقد قدمت القوات الجوية الأمريكية تاريخ الهدف للقدرة التشغيلية الأولية (IOC) إلى عام 2017. في اقتراح ميزانية السنة المالية 2013، اقترحت القوات الجوية الأمريكية تأخير القدرة التشغيلية الأولية إلى السنة المالية 2020 مع عدم توقع منح العقد قبل السنة المالية 2016. دفعت الميزانيات المتقلصة ومشاريع التحديث ذات الأولوية الأعلى إلى دفع IOC للفائز ببرنامج تي-إكس إلى "السنة المالية 2023 أو 2024". على الرغم من استبعاد البرنامج من ميزانية السنة المالية 2014 تمامًا، إلا أن الخدمة لا تزال تنظر إلى المدرب كأولوية.
تعاونت شركة بوينج مع شركة ساب السويدية للفضاء الجوي للتنافس على برنامج تي-7. في 13 سبتمبر 2016، كشف الفريق عن نماذج أولية لطائرة بوينج تي-إكس، وهي طائرة تدريب نفاثة متقدمة بمحرك واحد وذيل مزدوج ومقاعد مترادفة وعتاد هبوط ثلاثي العجلات قابل للسحب، مدعومة بمحرك توربوفان من طراز جنرال إلكتريك إف-404. حلقت أول طائرة تي-إكس في 20 ديسمبر 2016. قدم فريق بوينج-ساب مشاركته بعد أن فتحت القوات الجوية برنامج تي-7 للعطاءات في ديسمبر 2016.

## التصميم
يسمح تصميم T-7 بإضافة مهام مستقبلية، مثل أدوار المُعادِ والسلاح الهجومي/المقاتل الخفيف. في بيئة التدريب، تم تصميمه خصيصًا للمناورات عالية الجاذبية والزاوية العالية للهجوم والعمليات الليلية، مع التركيز على سهولة الصيانة. الطائرة مجهزة بمحرك توربيني GE F404 واحد، لكنها تنتج قوة دفع كلية أكبر بثلاث مرات من طائرة T-38 ذات المحركين.

## وصلات خارجية
- الموقع الرسمي